# Srávasztí
Srávasztí (szanszkrit nyelven: श्रावस्ती Śrāvastī, páli nyelven: Szávatthí, angolul: Sravasti) történelmi város India északi részén, a mai Uttar Prades államban, Lakhnautól kb. 120 km-re északra. Ma régészeti park, továbbá dzsaina és buddhista zarándokhely.
Gautama Buddha idejében az ókori India egyik legnagyobb városa volt a Kosala királyságban, amelynek a fővárosa is volt egy ideig. Buddha és Mahavira gyakori látogatónak számított itt. A hagyomány szerint Buddha 25 éven át itt töltötte a monszun évszakokat. A Dzsétavana-kolostor kapujánál Asóka király oszlopait láthatjuk. 

## Galéria

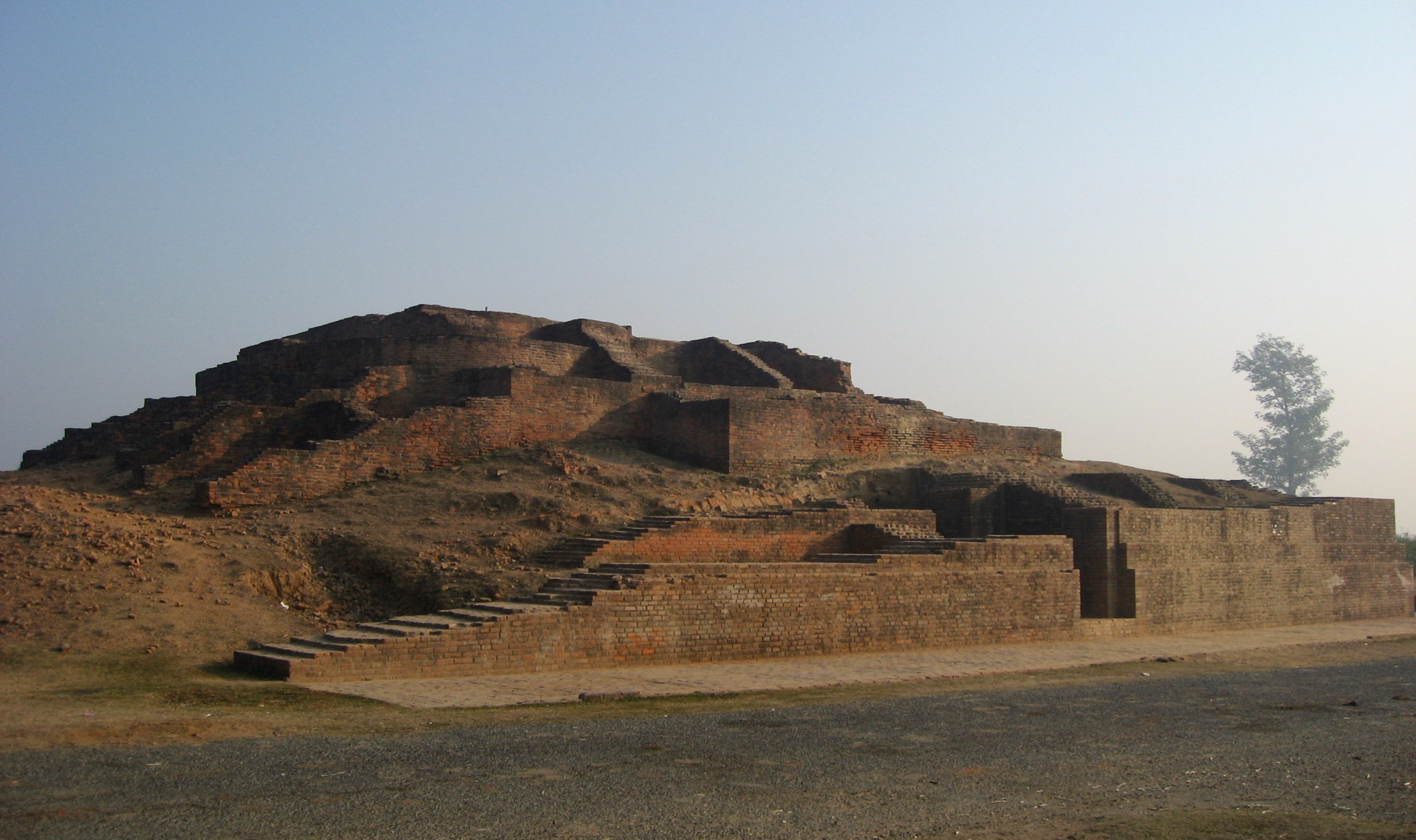
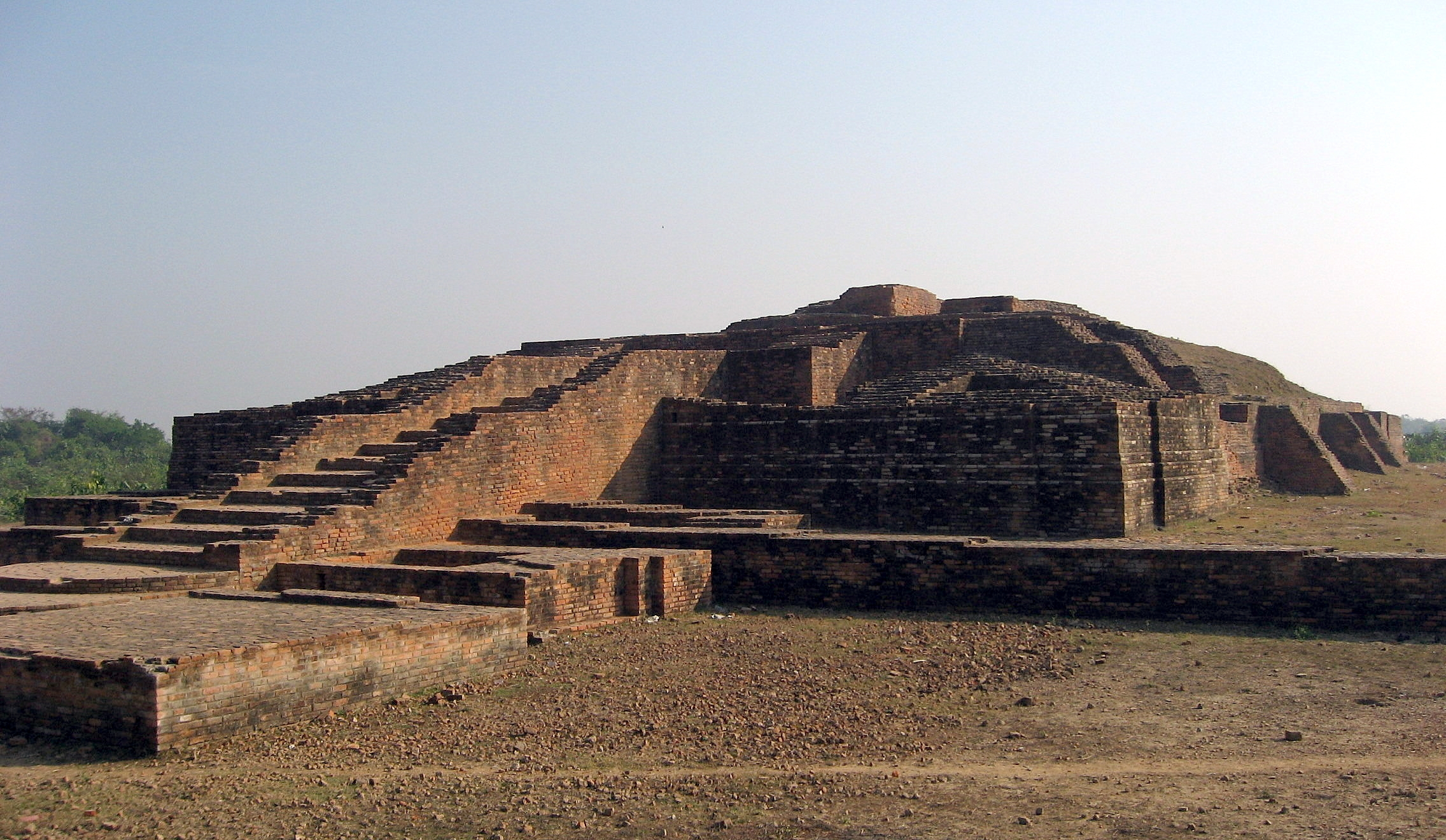
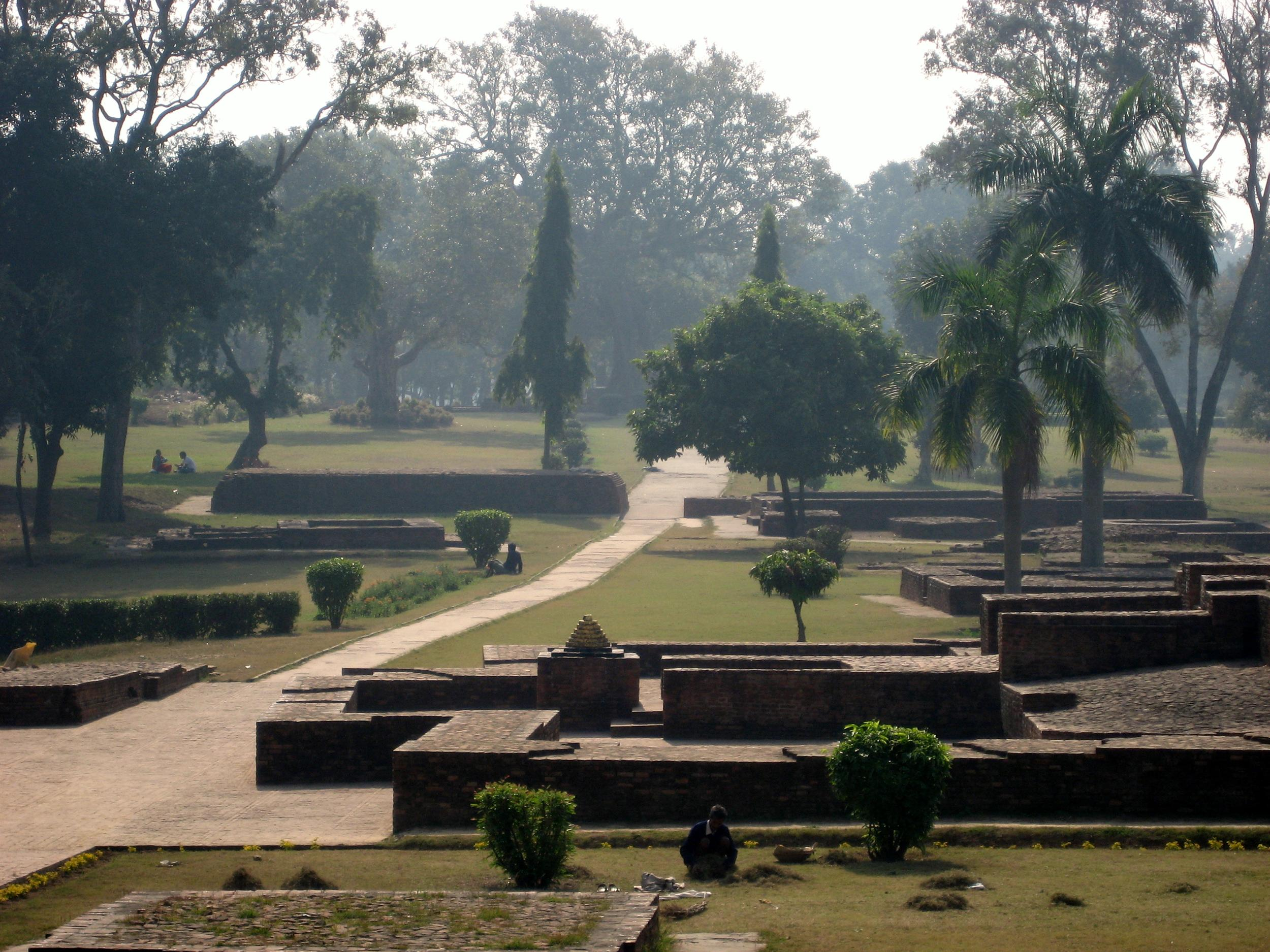
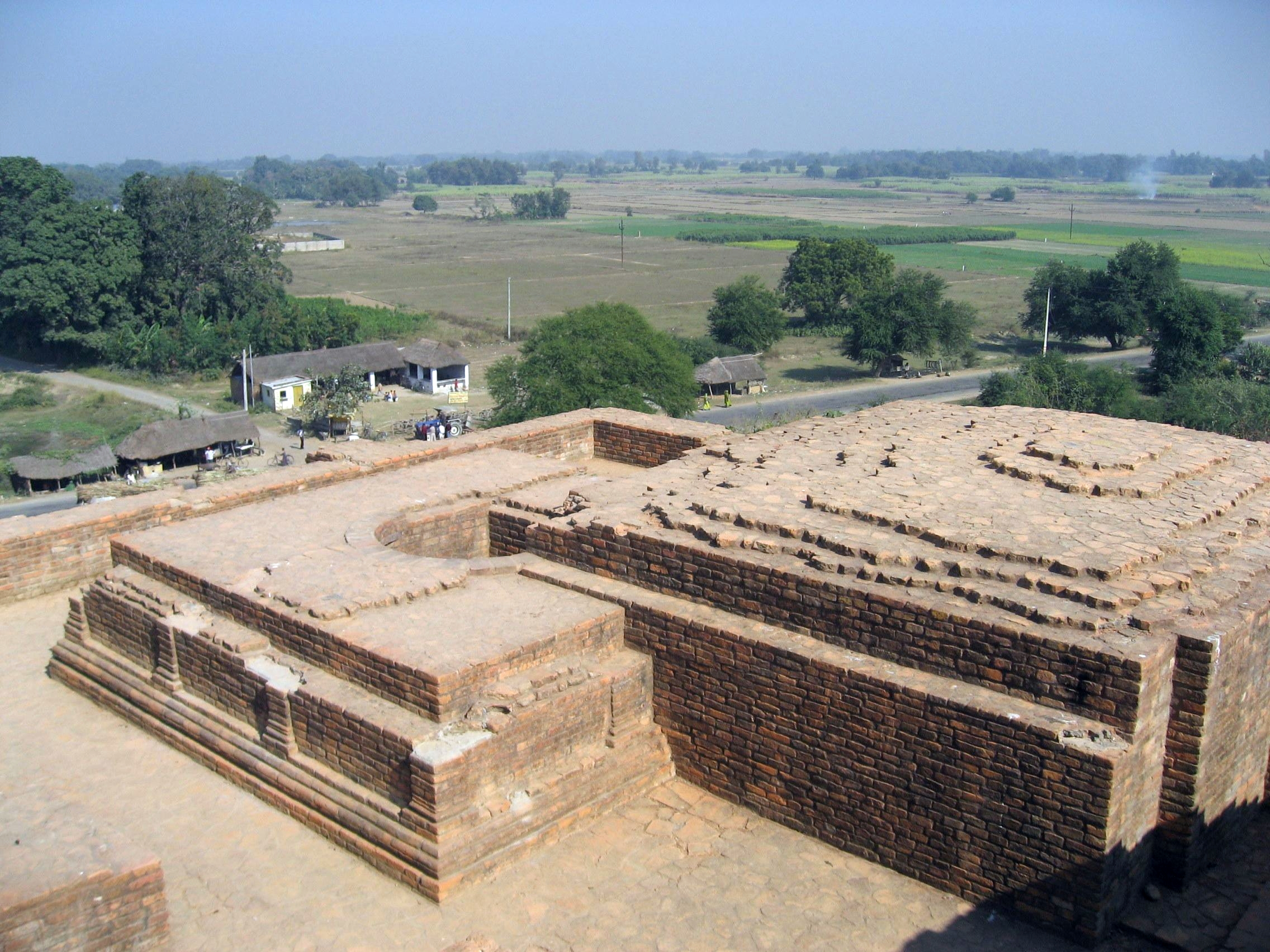
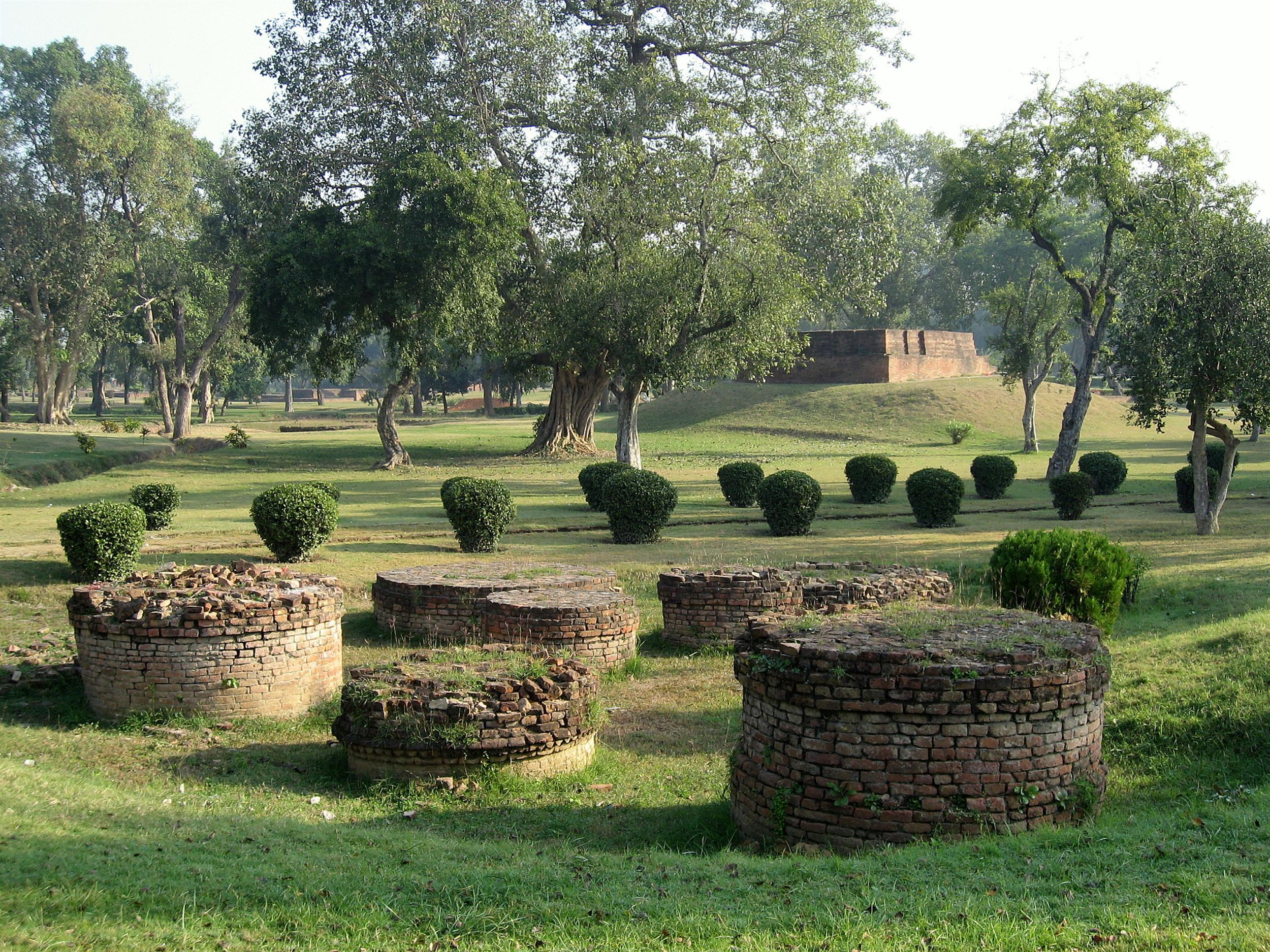

## Fordítás
- Ez a szócikk részben vagy egészben  a   Sravasti című angol Wikipédia-szócikk fordításán alapul.  Az eredeti cikk szerkesztőit annak laptörténete sorolja fel. Ez a jelzés csupán a megfogalmazás eredetét és a szerzői jogokat jelzi, nem szolgál a cikkben szereplő információk forrásmegjelöléseként.